# Larix × czekanowskii
Larix × czekanowskii är hybrid i släktet lärkar som beskrevs av Władysław Szafer. Hybriden bildas av sibirisk lärk (Larix sibirica) och dahurlärk (Larix gmelinii). IUCN kategoriserar den globalt som livskraftig.
Utbredningsområdet är ungefär identiskt med floden Jenisejs avrinningsområde från Bajkalsjön till flodens mynning.
Kottarna är med en längd av cirka 3 cm kortare än kottarna från sibirisk lärk men längre än kottarna från dahurlärken. Kottfjällen är dessutom lite håriga och rödaktiga på utsidan.

## Bildgalleri

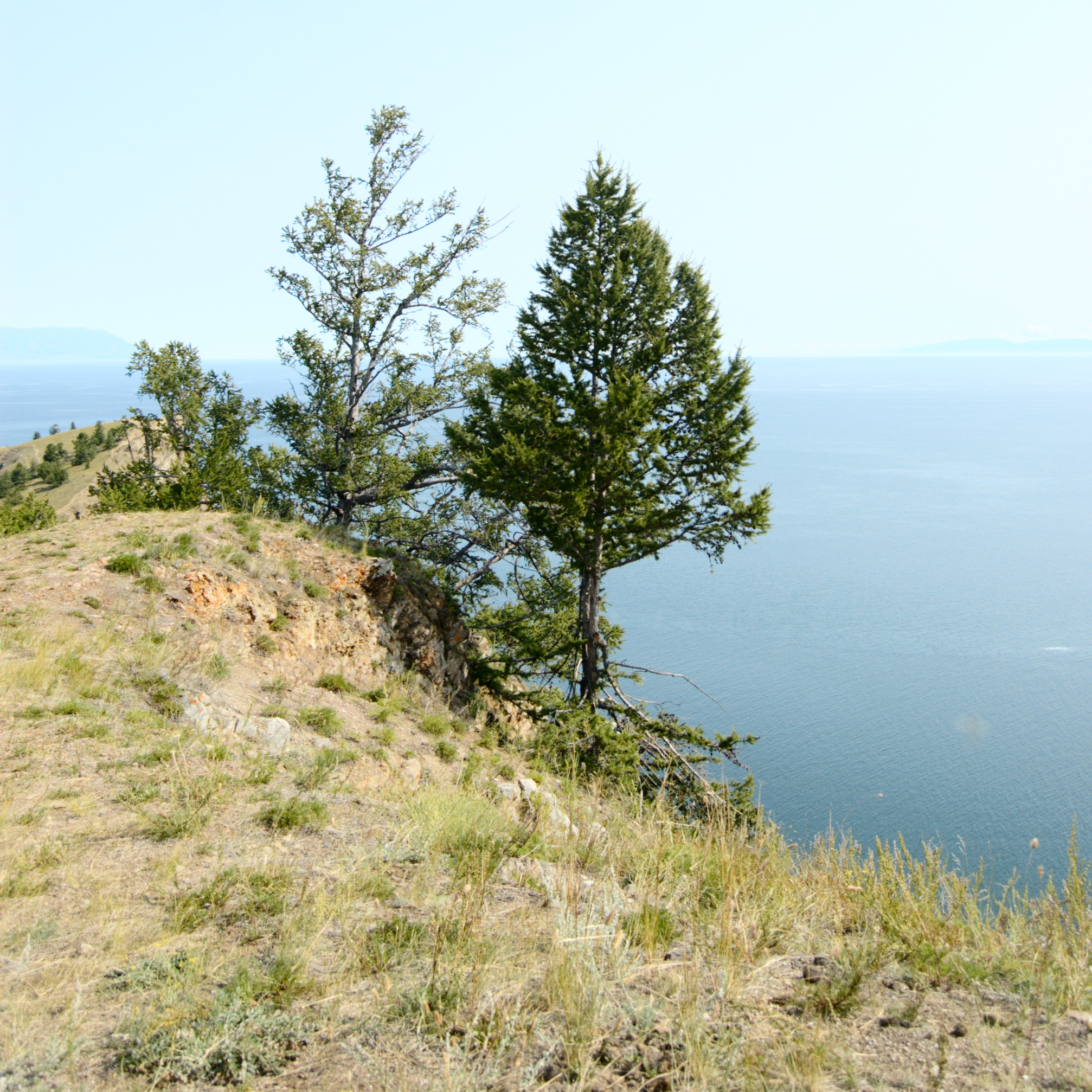
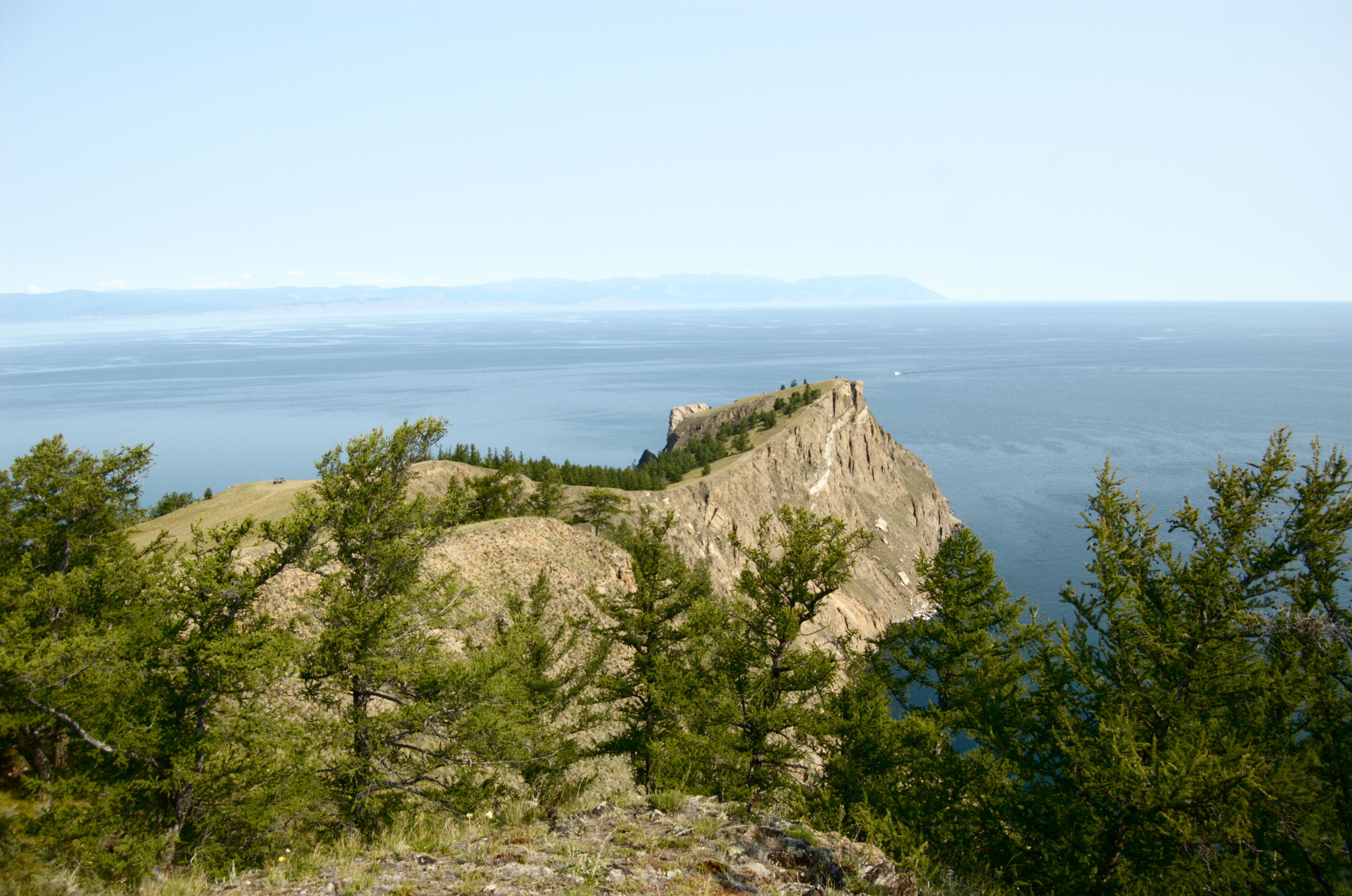
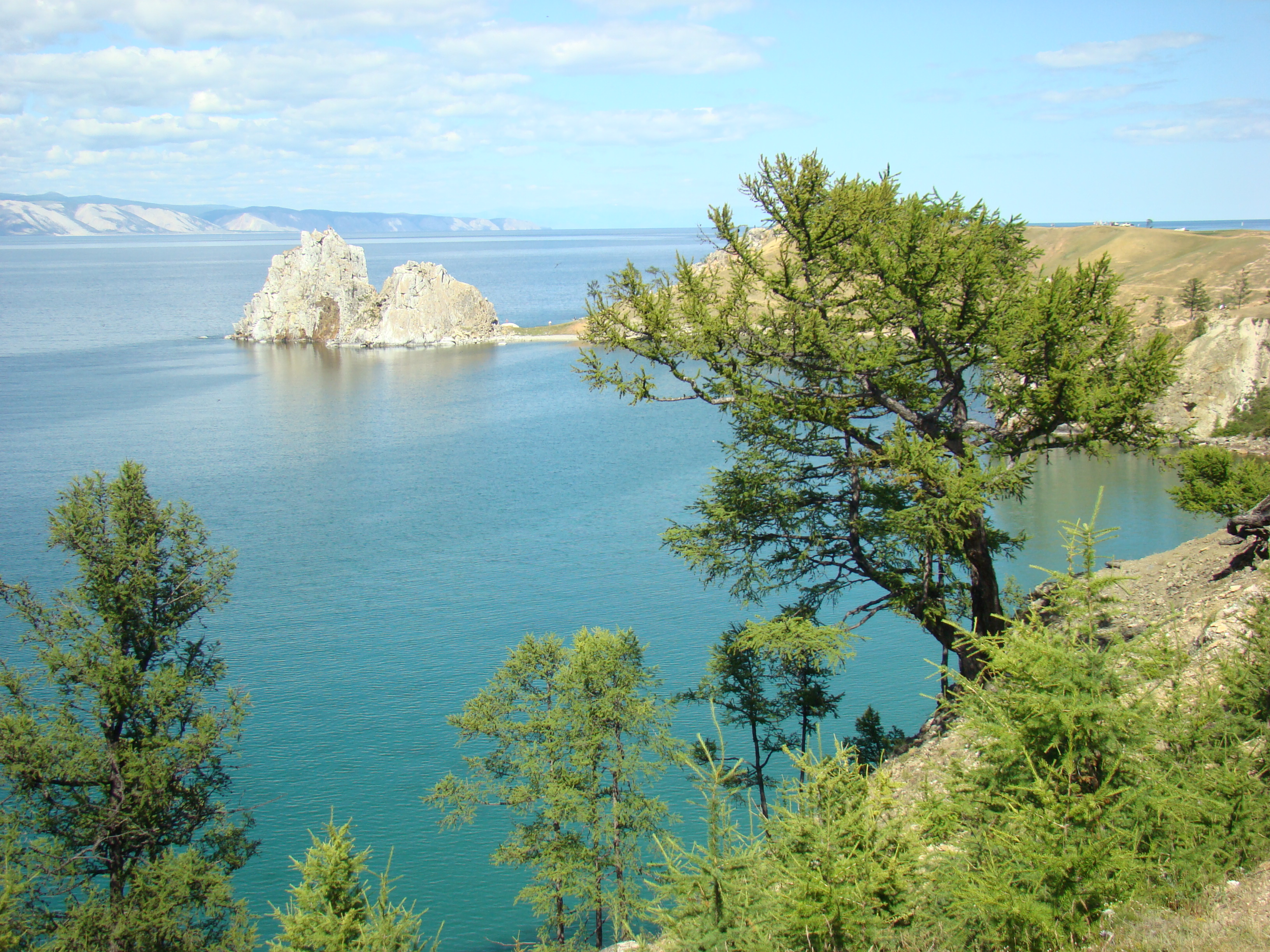
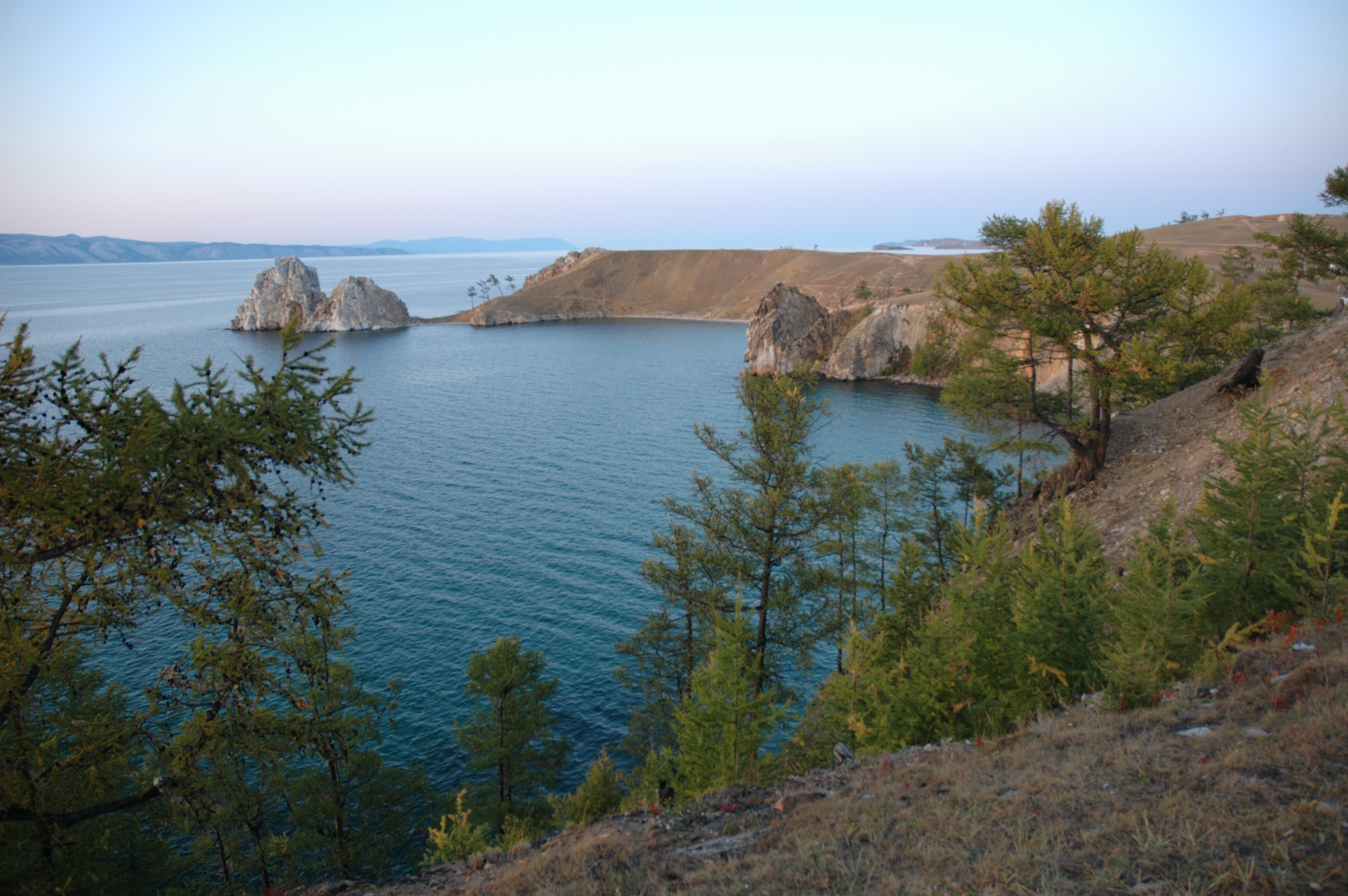
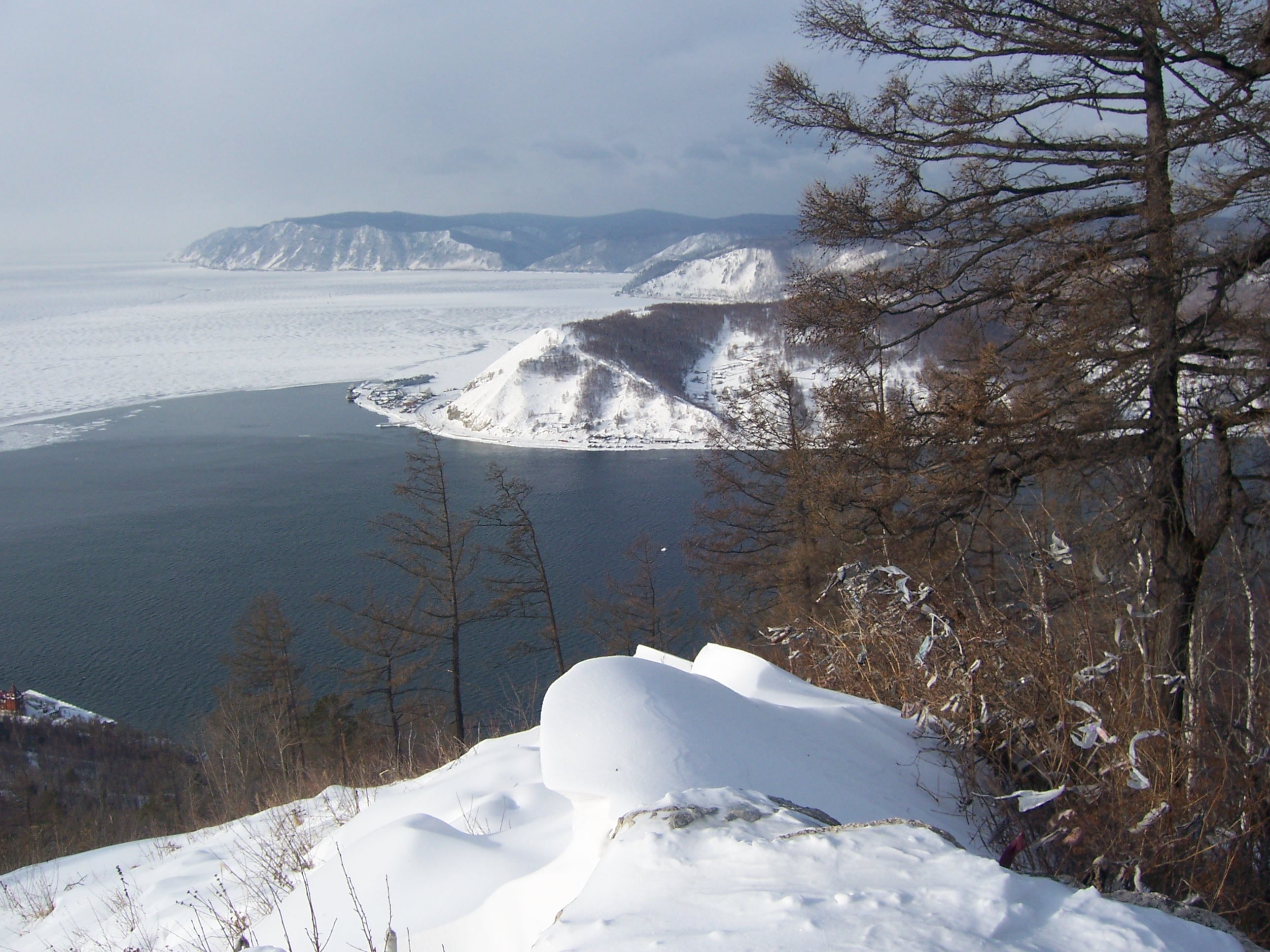